# Alexander Pagenstecher (Politiker)

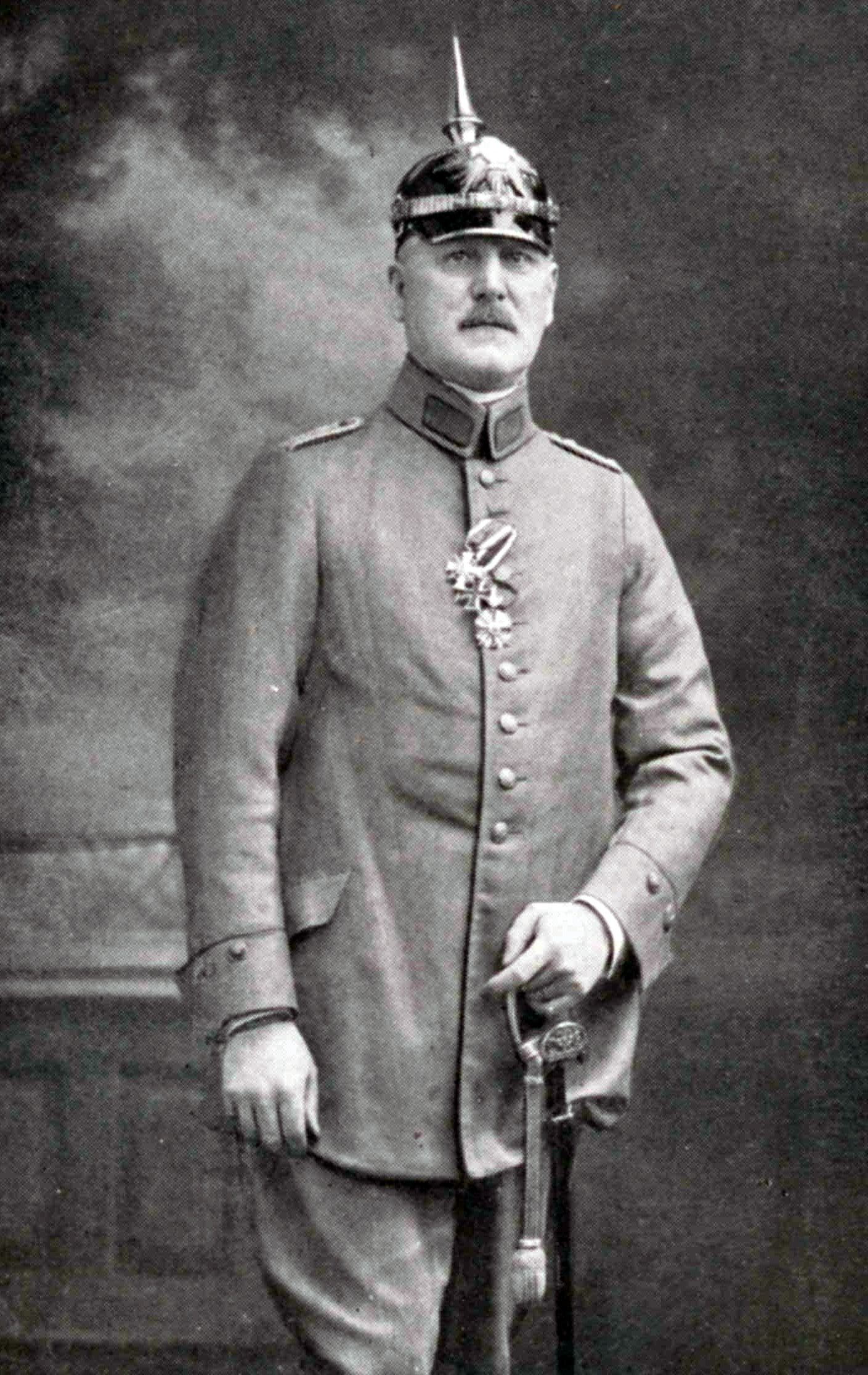
Alexander Pagenstecher

Alexander Pagenstecher (* 6. Januar 1862 in Elberfeld; † 13. März 1928) war ein deutscher Rittergutsbesitzer und Offizier. Zur Zeit der Weimarer Republik engagierte er sich in Sachsens Landwirtschaftspolitik.

## Leben
Als Sohn eines Arztes studierte Pagenstecher an der Eberhard Karls Universität Tübingen Medizin. Im Wintersemester 1881/82 wurde er im Corps Rhenania Tübingen aktiv. Recipiert wurde er am 1. Dezember 1881. Nach dem Physikum im Sommersemester 1883 wechselte er an die Universität Leipzig. Am 5. November 1883 wurde er auch Mitglied des Corps Lusatia Leipzig.  Ab dem 1. Oktober 1884 diente er als Einjährig-Freiwilliger beim Thüringischen Ulanen-Regiment Nr. 6 in Mühlhausen. Später wurde er Reserveoffizier. Er gab 1885 das Medizinstudium auf und wechselte zur Landwirtschaft. 1888 pachtete er eine Domäne des Kammerguts Strohwalde. 1892 kaufte er das Rittergut Steinbach. Er erprobte erfolgreich moderne Verfahren in der Land- und Forstwirtschaft. Dafür erhielt er den Roten Adlerorden. 1914 diente er zunächst als Rittmeister d. R. an der Westfront. Von 1915 bis 1918 war er als Major d. R. wirtschaftsleitender Offizier beim Armee-Oberkommando in Serbien. 1919 gründete er den Sächsischen Landbund im Reichslandbund. Als Mitglied der Deutschnationalen  Volkspartei wurde er 1920 in den Sächsischen Landtag gewählt. 1922 und 1926 wiedergewählt, legte er das Mandat am  27. September 1927 nieder. Er starb mit 66 Jahren.

## Ehrungen
- Ehrenmitglied des Corps Rhenania Tübingen (1898)
- Roter Adlerorden IV. Klasse (1913)
- Eisernes Kreuz II. Klasse[2]
- Eisernes Kreuz I. Klasse[2]
- Kriegsverdienstkreuz (Sachsen)[2]
- Allgemeines Ehrenzeichen (Hessen) für Tapferkeit[2]
- Albrechts-Orden, Ritterkreuz I. Klasse[2]
- Militärverdienstorden (Bayern)  mit Krone und Schwertern[2]
- Militärverdienstkreuz (Österreich) III. Klasse mit Kriegsdekoration[2]
- Eiserner Halbmond[2]